# トヴァルニク駅
トヴァルニク駅（トヴァルニクえき）は、クロアチア共和国ヴコヴァル＝スリイェム郡トヴァルニク村にある、クロアチア国鉄（HŽ）M105号線の駅である。

## 概要
クロアチア最東端の駅で、セルビアとの国境に位置している。セルビア国内としてはM105号線の終点であるが、セルビア方面のベオグラード-シド線と線路が繋がっている。

### ダイヤ[1]
- ザグレブ・チューリヒ方面
寝台特急「ユーロナイト」チューリヒ行が、一日1本発車する。夏季と年末年始には、リュブリャナ止まりの特急が1本追加で運行される。
普通列車は、一日あたり平日4本、休日1本が発車する。うち平日の2本がザグレブ行で、他の列車は途中駅止まりである。

- ベオグラード方面
寝台特急「ユーロナイト」が、一日1本のみ発車する。夏季と年末年始には、通常の特急が1本追加で運行される。

| 路線                      | 方向   | 行先             | 備考       |
| ------------------------- | ------ | ---------------- | ---------- |
| M105号線（時刻表番号:40） | 西方向 | チューリヒ方面   | 特急、普通 |
| 10号線                    | 東方向 | ベオグラード方面 | 特急       |

## 駅構造
3面3線の地上駅。

## 隣の駅
クロアチア国鉄
M105号線
特急
ヴィンコヴツィ駅 - トヴァルニク駅 - シド駅
普通
イラチャ駅 - トヴァルニク駅